# Fedimo (poeta epico)
Fedimo (in greco antico: Φαίδιμος?, Phaídimos; Bisanzio, II secolo a.C. – ...) è stato un poeta greco antico.

## Vita e opere
L'unico appiglio per la datazione di Fedimo è una citazione nella Corona di Meleagro di Gadara, che ne decanta le virtù e lo include nella sua antologia epigrammatica, sicché deve essere quantomeno di un secolo precedente. 
Secondo la testimonianza di Ateneo Fedimo scrisse un poema epico intitolato Herakleia, sicuramente in più libri, visto l'autore di Naucrati ne cita il primo . 
Ci restano, inoltre, quattro suoi epigrammi nell'Antologia greca, di cui uno è un epitaffio, uno dedicatorio .